# Claude Favre de Vaugelas
Pour les articles homonymes, voir Favre.
Claude Favre, baron de Pérouges, seigneur de Vaugelas, né le 6 janvier 1585 à Meximieux et mort le 26 février 1650 à Paris, est un grammairien savoisien et l’un des premiers membres de l’Académie française.

## Biographie
Claude Favre de Vaugelas, deuxième fils d'Antoine Favre, président du Sénat de Savoie à Chambéry et baron de Pérouges, naît au Clos Vaugelas dans la paroisse de Meximieux, relevant alors des États de Savoie. Dans son enfance, il fréquente les cours du collège chappuisien d’Annecy. En 1624, à la mort de son père, il hérite du titre de baron de Pérouges, qu'il porte longtemps avant de devoir s'en départir en raison de dettes importantes. Il bénéficie d’une pension de deux mille livres, obtenue en 1619 de Louis XIII, mais celle-ci, relativement modeste, est ultérieurement supprimée par Richelieu.
Jeune encore, il se rend à Paris et entre au service du duc de Mayenne, puis du duc de Nemours en 1607, avant de s'attacher, en tant que gentilhomme ordinaire, à Gaston d’Orléans, frère du roi, dont il devient ensuite l'un des chambellans. En raison des retards fréquents dans le paiement des salaires par le prince, Vaugelas, qui accompagne Gaston d’Orléans dans ses nombreuses retraites hors du royaume, accumule rapidement des dettes qui auront des conséquences durables. Parlant l'italien et l'espagnol, il travaille également comme interprète pour la cour de Louis XIII.
Dans sa jeunesse, il fréquente activement l’Académie florimontane, établie à Annecy par les soins de son père, de François de Sales et Honoré d'Urfé, et y développe un intérêt marqué pour l'étude et la discussion. Doté d'un esprit sérieux, méthodique et réfléchi, il acquiert tôt la réputation d'un homme maîtrisant parfaitement les règles de la langue française et la parlant avec une correction irréprochable. Cette réputation lui vaut d'être choisi, bien qu'il n'ait encore rien écrit, comme l'un des premiers membres de l'Académie française à la fin de 1634.

### Dictionnaire de l'Académie française
Il se montre extrêmement utile dans l'élaboration du Dictionnaire, consacrant quinze années de sa vie à rédiger les articles débutant par les lettres A à I. Vaugelas, accumulant, selon Paul Pellisson, de nombreuses observations pertinentes et intéressantes sur la langue, les soumet à la compagnie. Celle-ci les accepte et décide qu'il collaborera avec Jean Chapelain pour élaborer des mémoires définissant le plan et la direction du travail.
Richelieu consent à cette démarche et rétablit la pension de Vaugelas. Alors qu'il remercie le cardinal pour cette faveur, ce dernier lui dit : « Eh bien, vous n’oublierez pas du moins dans le dictionnaire le mot de pension. » Ce à quoi Vaugelas réplique : « Non, monseigneur, et moins encore celui de reconnaissance:208. » Il entreprend alors la compilation des cahiers du dictionnaire, qu'il présente ensuite à la compagnie. Ces cahiers sont discutés lors des réunions ordinaires, auxquelles s'ajoute bientôt une assemblée spéciale se tenant le mercredi, avec deux bureaux distincts pour accélérer le processus. Vaugelas dirige ces discussions, note les points de divergence et effectue les recherches nécessaires pour les éclaircir.
Cependant, les discussions interminables suscitées par chaque mot, les scrupules de Vaugelas, son purisme et ses particularités ne contribuent pas à accélérer le rythme de travail. Par exemple, il a une telle admiration pour les écrits de Nicolas Coeffeteau qu'il a des difficultés à accepter dans le Dictionnaire toute phrase qui n'utilise pas ces références:35.

### Grammairien

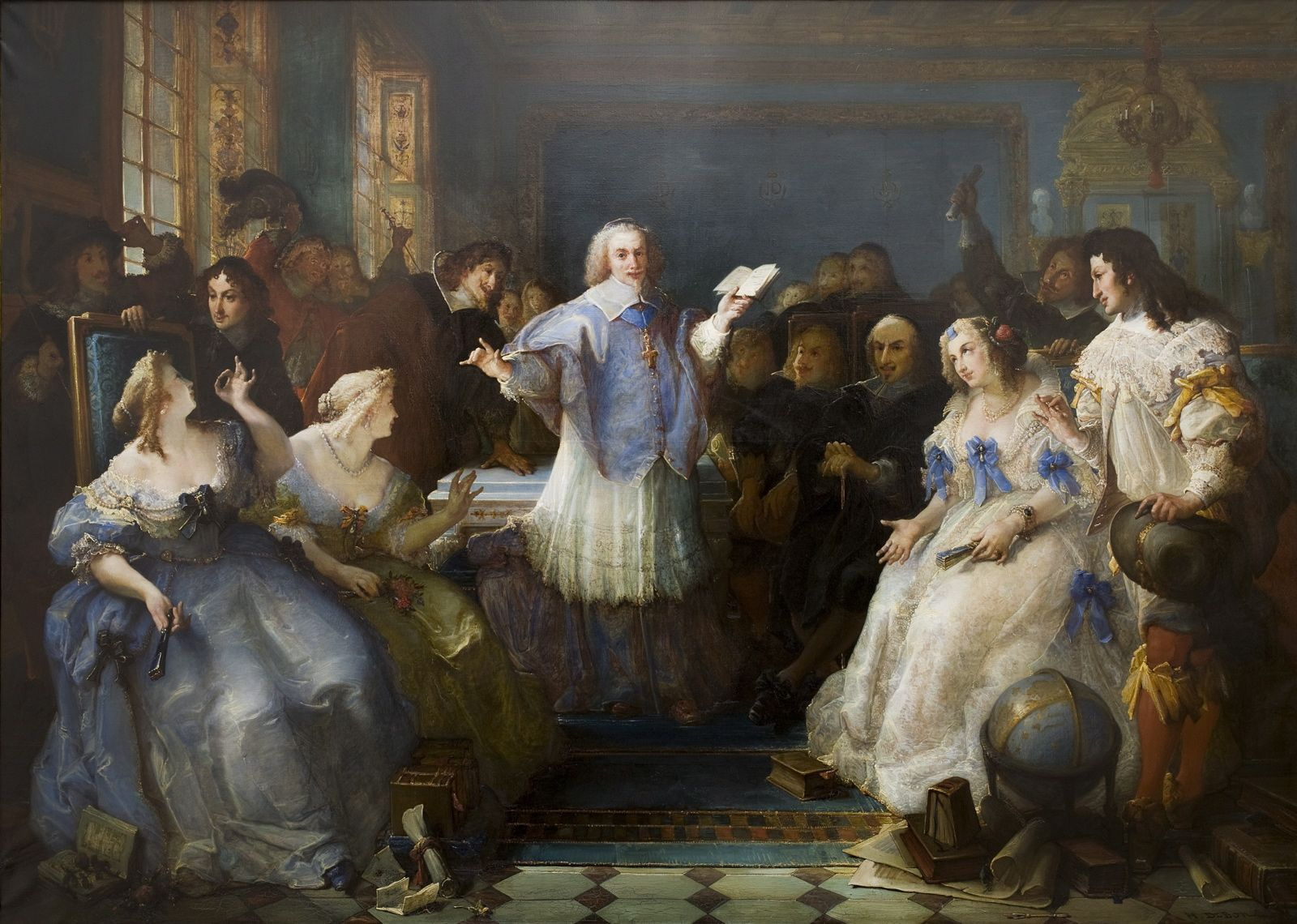
Une séance à l’hôtel de Rambouillet par François-Hippolyte Debon.

Ce n'est qu'en 1647 que Claude Favre de Vaugelas publie son ouvrage majeur, intitulé Remarques sur la langue françoise, utiles à ceux qui veulent bien parler et bien écrire. Dans cet ouvrage, il s'efforce de définir et de codifier le bon usage du français en s'inspirant de la langue parlée à la cour du roi, suivant ainsi la lignée de Malherbe. En grammairien pointilleux, qui engagea des polémiques avec Ménage,, notamment concernant les Remarques sur la langue françoise (1647), dont il ne parvient jamais à publier un second volume avant sa mort, bien qu'il ait préparé les matériaux nécessaires.
Il consacre trente ans à une version de l’Alexandre le Grand de Quinte-Curce, qu'il modifie et corrige constamment. Il le réécrit même entièrement, comme il l'admet lui-même, après la parution de la traduction d’Arrien par Nicolas Perrot d'Ablancourt, qui a vu le jour entre-temps et a éclairé Vaugelas sur les lacunes de sa propre traduction.
Très assidu à l’hôtel de Rambouillet, Vaugelas y dirige toutes les facultés de son esprit dans la même direction. Il s'applique à recueillir les décisions de l’usage et à noter les façons de parler de la bonne compagnie:68.

### Dernières années

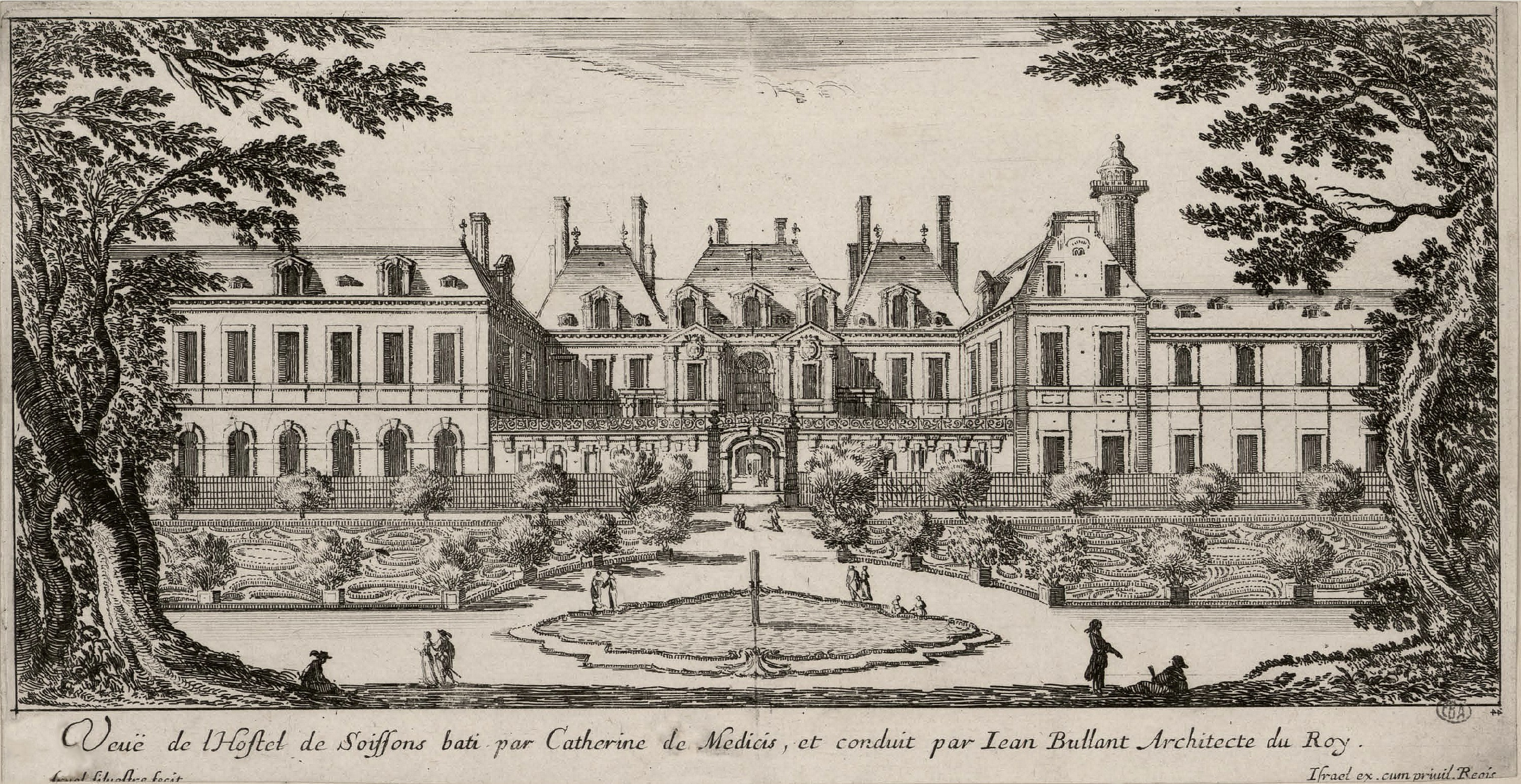
L’hôtel de Soissons au XVIIe siècle.

Vers la fin de sa vie, Claude Favre de Vaugelas devient gouverneur des enfants du prince Thomas de Savoie, dont l'un est sourd et muet, et l'autre bègue,:68. Bien qu'il ait un appartement à l'hôtel de Soissons et que sa pension, toujours modeste cependant, soit rétablie, Vaugelas n'échappe jamais totalement aux contraintes financières.
La vieillesse de Vaugelas est marquée par d'importantes souffrances. En février 1650, il est gravement affligé pendant cinq ou six semaines par un abcès à l'estomac qui le tourmente depuis plusieurs années. Après un bref soulagement, il décide de prendre l'air dans le jardin de l'hôtel de Soissons. Le lendemain matin, son mal réapparaît avec une intensité accrue. Alors que l'un de ses valets est parti chercher de l'aide, l’autre le trouve en train de régurgiter l'abcès. « Qu’y a-t-il donc ? » demande ce valet, effrayé. — Vous voyez, mon ami, répond Vaugelas, avec le flegme d'un grammairien exposant une règle, le peu de chose qu’est l’homme. » Ces mots sont ses derniers, bien qu'on lui attribue également cette expression : « Je m’en vais, je m’en vas, l’un et l’autre se dit ou se disent. »
À sa mort, ses biens ne suffisent pas à rembourser ses créanciers. Ces derniers saisissent, avec ses autres écrits, les cahiers du Dictionnaire. L'Académie française parvient à les récupérer avec difficulté, grâce à une décision du Châtelet datée du 17 mai 1651. Vaugelas est inhumé au cimetière Saint-Eustache. En 1787, ses restes sont transférés aux catacombes de Paris,.
Selon Paul Pellisson, Vaugelas « était un homme agréable, bien fait de corps et d’esprit, de belle taille ; il avait les yeux et les cheveux noirs, le visage bien rempli et bien coloré. Il était fort dévot, civil et respectueux jusques à l’excès, particulièrement envers les dames. Il craignait toujours d’offenser quelqu’un, et le plus souvent il n’osait pour cette raison prendre parti dans les questions que l’on mettait en dispute ». Son caractère, ainsi que ses talents, lui ont valu de nombreux amis, parmi lesquels Nicolas Faret, Chaudebonne, Vincent Voiture, Chapelain et Valentin Conrart:69.

## Œuvre
Ses ouvrages ne sont pas nombreux. Maîtrisant l'italien, il écrit des poèmes très estimés dans cette langue. Il fait aussi des impromptus en français. L’influence et l’autorité de ses Remarques sont considérables. Sa grande règle est l’usage, oral et restreint dans certaines limites. Il distingue l’usage de la cour et du grand monde de l’usage bas et populaire, et porte dans les exclusions qu’il prononce contre certains termes une délicatesse que plusieurs trouvent exagérée :1028. Il a cependant des contradicteurs : La Mothe Le Vayer, Dupleix  ou Ménage .

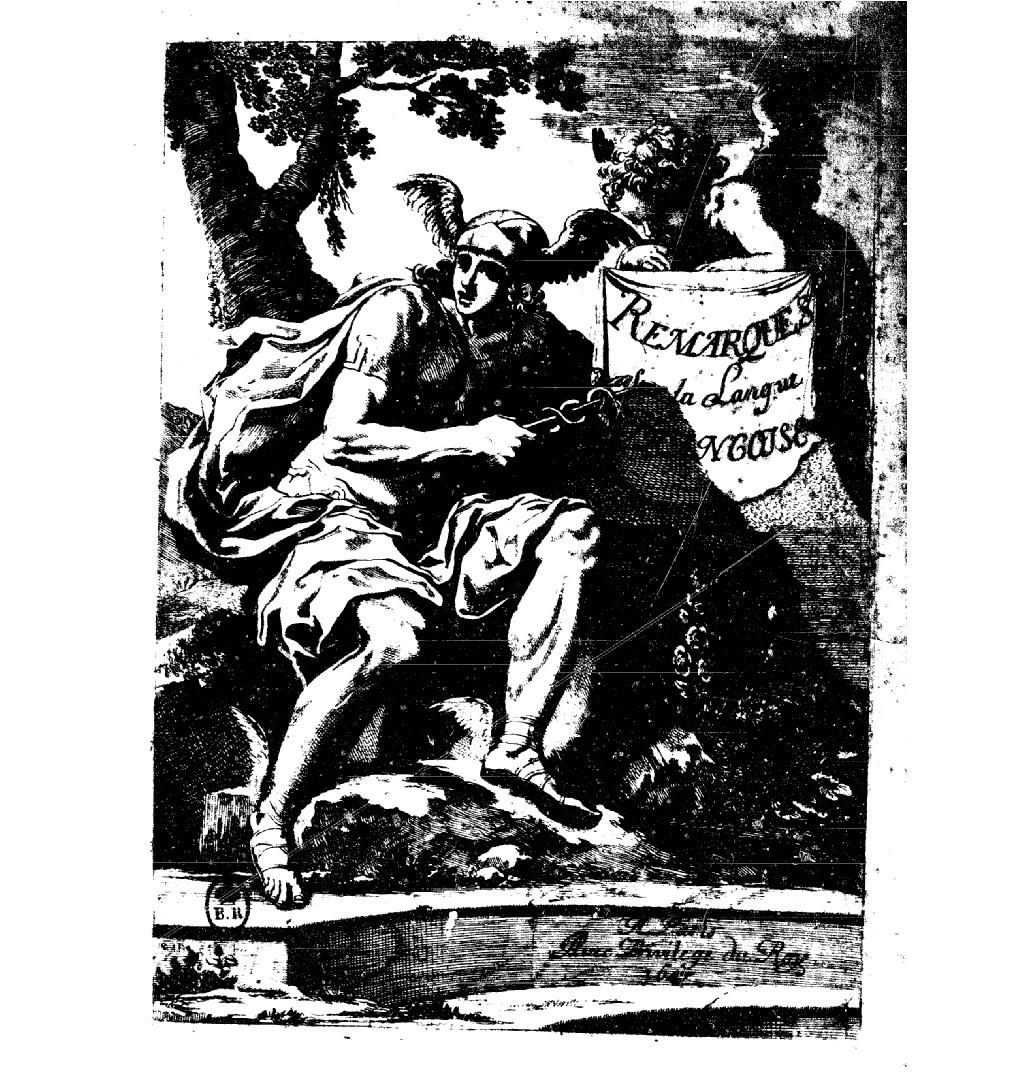
Remarques sur la langue française, 1647.

Les matériaux préparés par Vaugelas pour un second volume sont perdus dans la saisie de ses papiers. L’avocat grenoblois Louis-Augustin Alemand (de) publie en 1690 les Nouvelles remarques de M. de Vaugelas sur la langue françoise, qui paraissent être de Vaugelas, mais qui ne sont que des notes rassemblées au hasard, sur des phrases et des termes surannés, et qu’il avait probablement laissées lui-même de côté.
Les Remarques ont plusieurs réimpressions, parmi lesquelles celle de 1704, avec les Observations de l’Académie française, et celle de 1738 (Ibid., 3 vol. in-12) avec des notes d’Olivier Patru et de Thomas Corneille. Vaugelas avait voulu faire de sa traduction de l’Alexandre le Grand de Quinte-Curce un exemple à l’appui de ses Remarques, pour y tracer le modèle après avoir donné les préceptes, ce qui explique le temps qu’il y avait consacré. Cette traduction paraît pour la première fois en 1653, par  Valentin Conrart et Jean Chapelain, qui ont à choisir parmi les cinq ou six différentes versions laissées par Vaugelas. La seconde édition est semblable à la première. Lorsqu’une nouvelle copie est retrouvée, elle sert à Guy Patin à en donner, en 1659, une troisième, meilleure que les précédentes, et qui est considérée depuis comme l’édition définitive:1028.

## Hommages

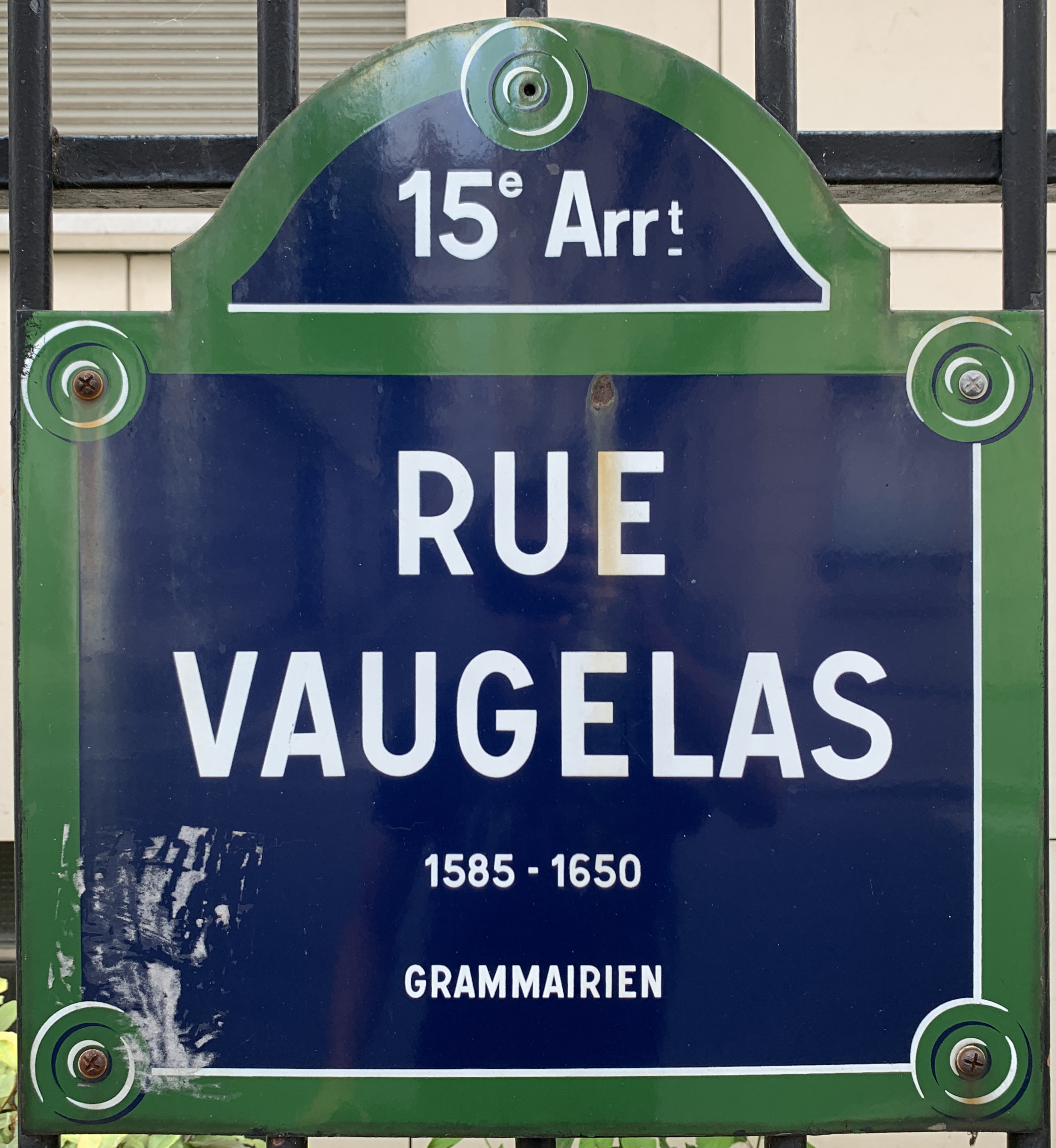
Plaque de la rue Vaugelas, Paris.

Molière, dans Les Femmes savantes, pièce jouée en 1672, évoque à plusieurs reprises Vaugelas.

En 1865, la rue Vaugelas est créée à Paris.

Le collège Vaugelas de Meximieux et le lycée Vaugelas de Chambéry, dans le département de la Savoie, ont été nommés en son honneur ainsi qu’une rue et une école élémentaire d'Annecy. La maison natale de Vaugelas est située Place Vaugelas, à Meximieux.

## Publications
- Remarques sur la langue françoise, utiles à ceux qui veulent bien parler et bien escrire, Paris, Vve J. Camusat et P. Le Petit, 1647, 584 p. (lire en ligne).